# Hospital (Chile)
Hospital es un poblado rural de Chile ubicado en la comuna de Paine, en la provincia de Maipo, Región Metropolitana de Santiago.
Su nombre proviene del Hospital San Juan de Dios, que poseía un fundo en el sector y que había sido donado a la institución.
Cuenta con estación de ferrocarril, un Centro de Salud Familiar (CESFAM), una escuela básica dependiente de la comuna de Paine y una iglesia.
En 1897 fue constituida como comuna, sin embargo en 1928 se la anexó a Paine.
Posee un club de fútbol llamado Club Deportivo Colonia Kennedy.